# Final Fantasy V
Final Fantasy V (ファイナルファンタジーV?, Fainaru Fantajī Faibu) fa parte della saga di videogiochi di ruolo alla giapponese Final Fantasy, prodotta da Square. La sua peculiarità è il miglioramento del “Job System”, già introdotto in Final Fantasy III, grazie al quale è possibile scegliere la classe del combattente, cambiandone così attacchi e parametri.
Originariamente creato per Super Nintendo Entertainment System, ne è stata eseguita una conversione per PlayStation nella raccolta Final Fantasy Anthology e anche un remake per Game Boy Advance e per iPhone. Nel 2015 è uscita una versione completamente aggiornata graficamente per PC.
Rispetto alla versione per Playstation e Super Nintendo sono state aggiunte quattro nuove professioni (Job): Artigliere, Oracolo, Gladiatore e Negromante.
Nell'aprile 2023 è uscita una versione rimasterizzata e multilingue dal titolo Final Fantasy Pixel Remaster, che comprendere i primi sei episodi di Final Fantasy, acquistabili anche singolarmente, per PlayStation 4 e Nintendo Switch.

## Trama
Nel regno di Tycoon il re è allarmato dal vento che, in quei giorni, si sta indebolendo. Decide così di recarsi, con il suo drago Hiryuu, al santuario dove è custodito il cristallo del vento, lasciando al castello la figlia Lenna con il timore che le accada qualcosa.
La principessa si dirige verso il santuario quando, poco lontano da lei, cade un meteorite.
Il meteorite in realtà è cavo ed al suo interno si trova Galuf, un vecchio originario di un altro mondo venuto per avvisare tutti di un pericolo imminente; purtroppo, nell'impatto, perde la memoria. Lenna e Galuf sono soccorsi da Bartz, un girovago, accompagnato dal suo chocobo, Boko.
Bartz e Galuf decidono di seguire la principessa, finché lo stuoletto non capiterà in un nascondiglio di pirati; essi vagheggiano di rubare una nave che riesce a navigare senza vento ma, scoperti dai pirati, vengono imprigionati.
Subito dopo verranno liberati dal capitano Faris (in realtà femmina), la quale segue il terzetto fino ad arrivare al santuario del vento dove, però, accade la tragedia: il cristallo del vento lì custodito si frantuma, uccidendo il padre di Lenna, ma consacrando i quattro al loro destino, ovvero divenire i nuovi guerrieri della luce; essi ricevono dai frammenti del cristallo il potere degli antichi guerrieri.
Il quartetto viaggia in cerca degli altri tre cristalli per sviarne la frantumazione. Durante il loro viaggio gli eroi scoprono che i cristalli sono collegati a macchine che ne amplificano il potere ma, al contempo, lì indeboliscono. Nel "Regno del Fuoco" il gruppo sale sulla nave del fuoco ed incontra il costruttore di tali macchine: Cid.
Nel "Regno dell'Acqua" salgono sulla torre di Walz, e si recano nella città volante per raggiungere il cristallo della terra, ma in tutti e tre i casi non avranno successo, condannando il pianeta alla morte. Vicino ad ogni cristallo avviene sempre la caduta di un meteorite, infittendo così il mistero.
Dopo di ciò Galuf recupera la memoria, ricordandosi di essere il re di un altro mondo, e correrà a casa sfruttando il potere delle meteoriti. I suoi tre amici lo seguono e svelano molti misteri: i quattro cristalli servivano, oltre che per fornire i quattro elementi all'esistenza, come sigillo a uno stregone malvagio, Ex Death, cui ordì un progetto per annientare i cristalli e sprigionare il suo potere.
Inizia così una guerra tra l'esercito del malvagio stregone e l'esercito di Galuf, che si concluderà, grazie al sacrificio di alcuni guerrieri dell'alba (gli antichi guerrieri che sigillarono Ex Death, di cui fa parte anche Galuf, che morendo successivamente lascerà il suo posto alla nipotina Crile), con l'intrusione nella base nemica e la sconfitta di Ex Death, che distruggerà anche i cristalli dell'altro mondo, facendo così in modo che i due pianeti si riunissero nella loro forma originale.
A questo punto lo stregone otterrà il potere del “Void”, il “Vuoto”, minacciando di distruggere l'esistenza stessa. I quattro guerrieri della luce porranno fine ai suoi piani grazie a incantesimi e armi antiche ottenute in un difficoltoso viaggio.

## Modalità di gioco
Il gameplay del gioco non cambia molto rispetto ai giochi precedenti, ma a differenza di Final Fantasy IV, in cui i lavori e quindi le caratteristiche dei personaggi, sono fissi e assegnati loro dalla trama, presenta una versione migliorata del Job System introdotto in Final Fantasy III: dopo aver ottenuto i frammenti di cristallo distrutti, i personaggi possono cambiare lavoro in qualunque momento, e ogni lavoro possiede un comando predefinito caratteristico. Vincere le battaglie con i lavori attivi permette di ottenere i punti abilità, che permettono, ottenuti abbastanza, di sbloccare delle abilità, divise in passive e comandi. Le prime sono delle abilità che saranno trasferite al personaggio quando torna a essere un tuttofare, come la capacità di usare magie di un certo livello o le invocazioni, mentre le seconde sono sbloccabili, e ogni lavoro ha un'abilità predefinita più una (due nel tuttofare) che può essere equipaggiata, anche di un altro lavoro, cosa che fornisce anche un aumento della statistica più alta del lavoro secondario, come fornire a un cavaliere l'uso della magia bianca o dei ladri con la forza a mani nude di un monaco, e di usare determinate armi che non fanno parte del lavoro che si sta usando, fornendo un altissimo livello di personalizzazione dei personaggi. Quando un lavoro viene perfezionato, le sue statistiche più elevate (ovvero i bonus positivi alle statistiche ricevuti da quel lavoro) verranno aggiunti alle statistiche del tuttofare, aumentandole ancora di più se viene perfezionata una classe con un valore di quella statistica ancora più alto. Ad esempio, la statistica Magia più elevata è dell'invocatore, mentre la Forza e la Resistenza sono più elevate nei monaci. Tra le classi è nuova quella del Mago blu, che, con l'uso dell'abilità Apprendere può imparare alcune magie o attacchi nemici con svariati effetti se ne subisce gli effetti, tra di queste la magia Aero, classificata come magia bianca in Final Fantasy III.

## Personaggi

### Personaggi giocabili
- Bartz: viandante solitario, assieme al suo chocobo Boko, esplora il mondo. Un giorno, per puro caso, mentre Bartz sta riposando, un meteorite cade in una foresta vicino e, incuriosito, egli si addentra nel bosco. Nota immediatamente dei Goblin, mostri umanoidi, che stanno rapendo una ragazza svenuta: prontamente Bartz attacca i mostri e li elimina. Grazie a questo suo gesto eroico fa la conoscenza di due dei suoi futuri alleati ed amici: Lenna, la principessa del regno di Tycoon (Bartz non ne è ancora a conoscenza però, solo dopo una parte del gioco lo scopre) e Galuf, un anziano tutto pimpante che però ha perso la memoria. Più avanti nel gioco, verso metà, è possibile scoprire come Bartz non appartenga realmente al mondo dove vive, ma è figlio di Dorgann, uno dei quattro eroi leggendari che sconfissero anni prima Ex Death, il cattivo principale di questo capitolo. Il suo elemento è il vento.
- Lenna: Di carattere umile e gentile per essere una principessa, Lenna è salvata dai Goblin da Bartz con cui proseguirà il viaggio. Più in avanti si scoprirà che Faris/Farisa, la piratessa, in realtà è sua sorella. Il suo elemento è l'acqua.
- Galuf: vecchio signore dall'aspetto nobile che ha perso la memoria; non ricorda nulla del suo passato, solo il nome Galuf e il suo obiettivo, controllare il Tempio del Vento. Man mano che il gioco prosegue, Galuf inizia a ricordare il suo passato: in realtà lui è il re di Bal, uno dei regni del secondo mondo, ed è anche uno dei quattro Guerrieri dell'Alba, gli eroi che sconfissero Ex Death trenta anni prima degli eventi del gioco. A circa metà gioco verrà ucciso da Ex Death, da cui stava difendendo la nipote Krile e i suoi compagni. Sua nipote Krile occuperà il suo posto. Il suo elemento è la terra.
- Faris/Farisa: capo di una banda di pirati a lei affezionati, Farisa incontra Bartz, Lenna e Galuf per puro caso, quando questi ultimi tentano di rubare la sua nave per raggiungere il Tempio del Vento. Quando Lenna svela di essere la principessa di Tycoon, ha in mente di usarla come ostaggio, ma quando Lenna le mostra un ciondolo, Faris si accorge che è tale e quale al suo, nascosto nel petto e, dopo una notte insonne, decide di liberare Lenna ed i suoi amici. Si aggiunge al gruppo per scoprire il suo passato, abbandonando persino i suoi amici pirati, e si scopre più avanti che Faris è la sorella maggiore di Lenna. Il suo elemento è il fuoco.
- Krile: la nipotina di Galuf, capricciosa e prepotente, in realtà è dolce e gentile, ma cerca sempre di mostrarsi "come deve comportarsi una regina". Possiede l'innata abilità di parlare ai Moguri. In seguito sostituirà il nonno Galuf, morto per proteggere lei e i suoi compagni, e come lui, il suo elemento è la terra.

### Antagonisti
- Ex Death: bieco incantatore nero millenario, è fisicamente ciclopico, indossa una corazza adamantina ed ha la mente offuscata da odio, sangue e morte. Creduto sigillato eternamente, egli riesce con le emanazioni della sua mente a liberarsi, distruggendo i cristalli. Il suo obiettivo è aprire il "Void" definitivamente e distruggere tutto. Durante la sua prigionia, Ex Death ha acquisito capacità inumane sempre più potenti, unendosi a obbrobri infernali. La sua emanazione di potere supremo è un albero demoniaco.
- Neo Ex Death: Ex Death rinato, in realtà sono tutti i demoni a cui Ex Death ancora umano si era unito. Lo si combatte nel duello finale.
- Gilgamesh ed Enkidu: due sottoposti fedeli ad Ex Death. Gilgamesh è ispirato all'omonimo personaggio epico, comparso nella Epopea di Gilgamesh, al cui fianco ha Enkidu, uomo un tempo selvaggio, ma da lui reso retto e saggio. Nel gioco, Gilgamesh è un antagonista ricorrente che si dimostra particolarmente astuto in battaglia. Non da mai prova di immensa malvagità, per l'appunto una volta bandito da Ex Death, diviene definitivamente amico del gruppo (pur mantenendo la sua rivalità con Bartz) e si dimostra magnanimo.

Il personaggio Gogo, in questo episodio un nemico segreto, è utilizzabile come personaggio opzionale in Final Fantasy VI.

## Professioni
In Final Fantasy V ogni personaggio ha a disposizione numerosissimi tipi di classi, che permettono di variare moltissimo le abilità dei personaggi e le tattiche di gioco.
- Tuttofare: è la professione iniziale di ogni personaggio, può equipaggiare qualsiasi strumento e avere due comandi di abilità, non avendone una sua.
- Cavaliere: guerriero che protegge i suoi alleati morenti, forte fisicamente.
- Monaco: classe che non utilizza armi, ma molto potente, capace di attaccare con pugni e calci e contrattaccare.
- Paladino: classe guerriera che incanta le spade con gli stessi incantesimi del mago nero.
- Berserker: in questa classe non si ha il controllo del personaggio, ma la sua forza è immensa.
- Ladro: ruba gli oggetti dal nemico, fa correre per le città ed è bravo a fuggire.
- Dragone: classe specializzata nei salti per attaccare i nemici dall'alto, usa le lance.
- Ninja: lancia armi al nemico infliggendo danni in base all'arma lanciata, può equipaggiare più di un'arma alla volta.
- Samurai: infligge ingenti danni lanciando guil al nemico.
- Ranger, usa l'arco e chiama in aiuto gli amici animali.
- Mago bianco: mago che cura le ferite e protegge gli alleati. La sua magia proibita è Sancta.
- Mago nero: un mago che attacca i nemici con gli elementi, molto potente. La sua magia proibita è Vampalia (o Fusione, a seconda della traduzione).
- Mago temporale: un mago che accelera e rallenta il tempo a piacimento e distorce lo spazio per causare danni. La sua magia proibita è Meteora.
- Invocatore: richiama potenti creature per sferrare attacchi di grande effetto. L'invocazione proibita è Bahamut.
- Mago blu: il mago blu impara le sue magie direttamente dai nemici. Copre svariate funzioni.
- Mago rosso: è capace di utilizzare sia la magia bianca sia quella nera, ma non può raggiungere gli stessi livelli di potenza delle altre due classi. Tuttavia è capace di lanciare due magie di seguito.
- Domatore: può controllare e catturare i mostri per poi riutilizzarli in battaglia.
- Geomante: una classe che utilizza i poteri della terra per attaccare, le mosse variano secondo il campo di battaglia.
- Bardo: canta canzoni dai diversi effetti, modifica le statistiche alleate e nemiche.
- Ballerino: balla creando effetti casuali.
- Alchimista: beve pozioni in battaglia per diventare più potente e mischia oggetti vari per produrne di nuovi, causando danni ai nemici o aiutando gli alleati.
- Mimo: una classe speciale che mima l'ultima azione compiuta senza alcun costo di MP o oggetti. Si trova completando una missione secondaria nella Torre di Walz affondata, dove lo spirito del cristallo vi chiederà di imitarlo per un certo tempo.

### Classi bonus
Le classi seguenti sono dei bonus presenti nella versione per GameBoy Advance e iPhone e non si trovano seguendo la storia principale.
- Artigliere: come l'alchimista fonde oggetti, ma solo per attaccare e sparare col suo cannone.
- Gladiatore: molto forte fisicamente può sferrare un attacco speciale che causa danni anche fino a 9999 (il massimo possibile), ma molto spesso fallisce.
- Oracolo: usa magie a lungo termine simili a quelle del mago nero e bianco, ma è anche capace di predire cataclismi che si avverano dopo un certo numero di turni, creando disparati effetti.
- Negromante: mago che utilizza poteri oscuri.

## Anime
Esiste un seguito di Final Fantasy V, un OAV di quattro puntate intitolato Final Fantasy - La leggenda dei cristalli, che è stato pubblicato in Italia dalla Dynamic Italia; mostra ciò che avviene nel mondo del videogioco 200 anni dopo la sconfitta del turpe Ex Death.